# Рауль Родрігес Навас
Рауль Родрігес Навас (ісп. Raúl Rodríguez Navas, нар. 11 травня 1988, Севілья) — іспанський футболіст, захисник клубу «Реал Сосьєдад».

## Ігрова кар'єра
Народився 11 травня 1988 року в місті Севілья. Вихованець футбольної школи місцевого однойменного клубу. 2007 року дебютував в іграх за третю команду «Сівільї», а у 2009 провів дві гри за її другу команду, «Севілья Атлетіко».
Того ж 2009 року перейшов до клубу «Реал Вальядолід», де протягом сезону грав за другу команду «Реал Вальядолід Б», а в сезоні 2010/11 провів чотири матчі за основну команду.
Протягом 2011–2012 років грав за іншу команду дублерів — «Сельта Б»
З 2012 року два сезони захищав кольори команди клубу «Ейбар». Тренерським штабом нового клубу розглядався як гравець «основи». 2014 року контракт з ним уклав «Реал Сосьєдад», проте відразу ж віддав його в оренду у той же «Ейбар».
У складі «Реал Сосьєдад» дебютував 2015 року, повернувшись з оренди.